# Arnold Abelinti
Arnold Abelinti (ur. 9 września 1991 w Kourou) – francuski piłkarz, grający na pozycji napastnika w klubie SO Romorantin. Reprezentant Gujany Francuskiej.

## Kariera reprezentacyjna
W reprezentacji Gujany Francuskiej zadebiutował w 2016 w meczu przeciwko reprezentacji Bermudów. Zagrał w 11 spotkaniach, w których strzelił trzy gole. Uczestnik Pucharu Karaibów w 2017 i Złotego Pucharu 2017.

## Statystyki
| Reprezentacja Gujany Francuskiej | Reprezentacja Gujany Francuskiej | Reprezentacja Gujany Francuskiej |
| Rok                              | Mecze                            | Gole                             |
| -------------------------------- | -------------------------------- | -------------------------------- |
| 2016                             | 3                                | 2                                |
| 2017                             | 5                                | 1                                |
| 2018                             | 2                                | 0                                |
| 2019                             | 1                                | 0                                |
| Razem                            | 11                               | 3                                |